# André Lambert (Architekt)
André Lambert (* 12. Mai 1851 in La Chaux-de-Fonds; † 20. Februar 1929 in Jávea) war ein Schweizer Architekt.

## Leben

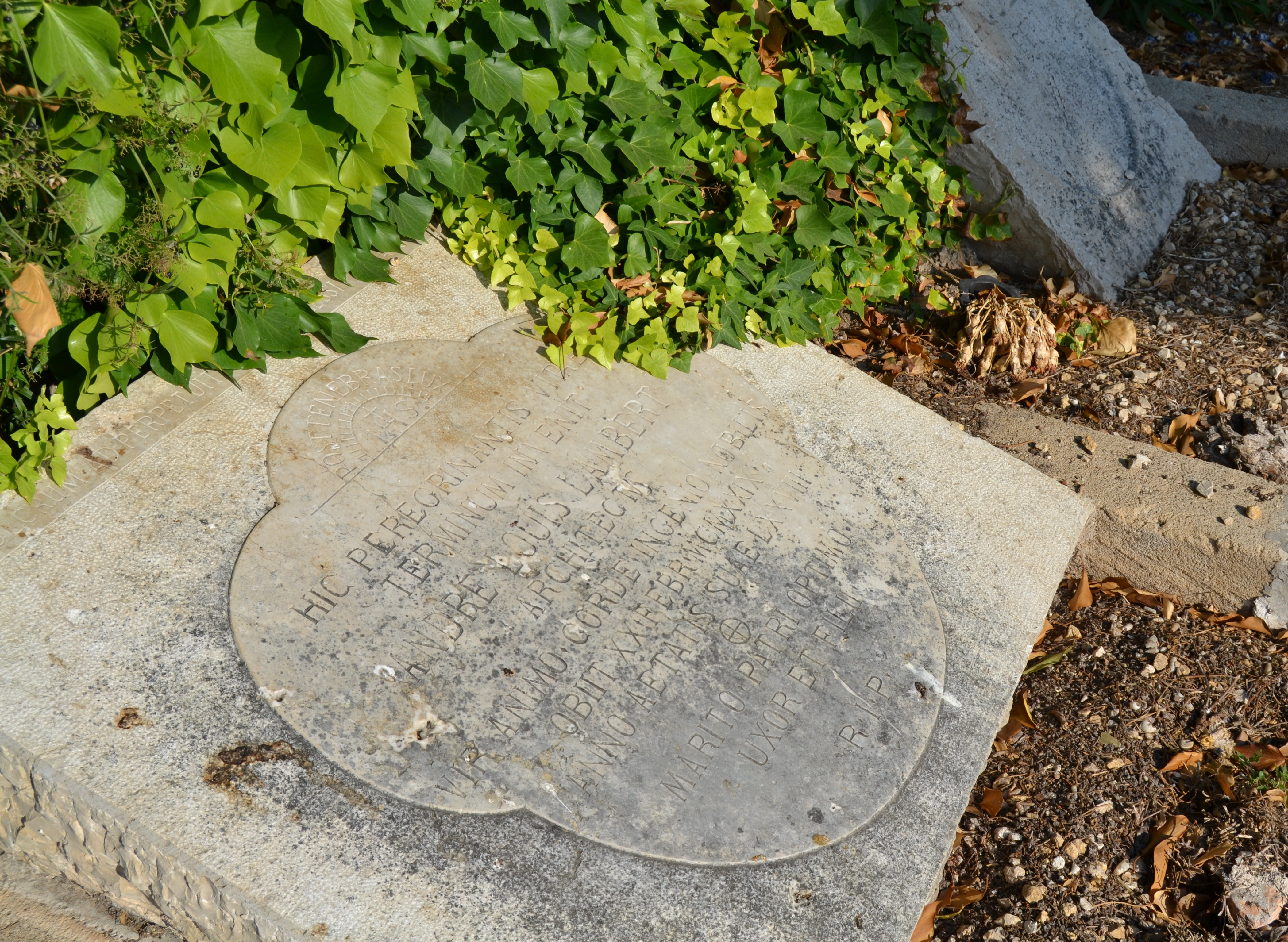
Grabstätte von André Lambert auf dem Friedhof von Jávea

André-Louis Lambert Perret, Sohn eines Bankiers aus Genf, studierte bei Georges-Ernest Coquart (1831–1902) an der École nationale supérieure des beaux-arts, bei Eugène Viollet-le-Duc an der École Spéciale d’Architecture in Paris sowie an der späteren Technischen Hochschule Stuttgart bei Christian Friedrich von Leins. 1883 gründete er mit dem deutschen Architekten Eduard Stahl die Architektensozietät Lambert & Stahl in Stuttgart. 1879 heiratete André-Louis Lambert in Stuttgart Gertrud Mathilde, geb. Jordan (* 1857), mit welcher er drei Kinder hatte. 1902 und 1903 war er als Andreas Lambert in der Silberburgstraße 178 in Stuttgart gemeldet. 1910 wurde ihm der Titel eines Oberbaurats von Stuttgart verliehen. Seinen Lebensabend verbrachte André Lambert bei seinem Sohn, dem Grafiker und Maler André Lambert, in Jávea, wo er auch beerdigt wurde.

## Bauten und Entwürfe (Auswahl)

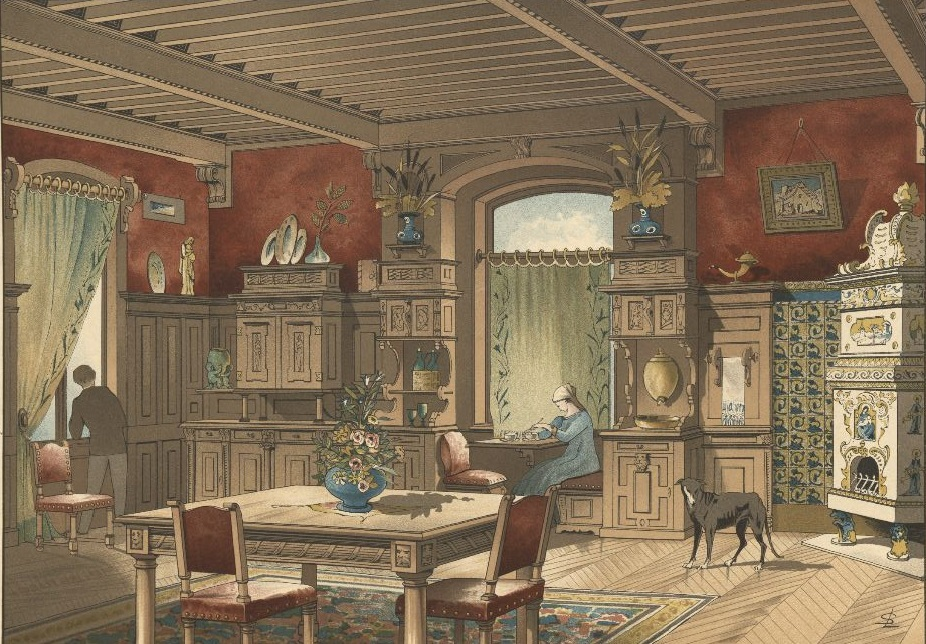
Speisesaal eines Stuttgarter Wohnhauses

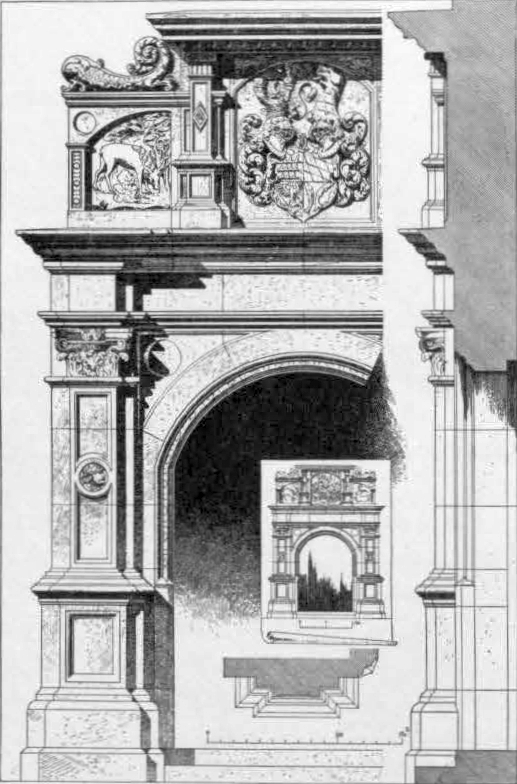
Alte Kanzlei Stuttgart, linkes Portal, Zeichnung von A. Lambert (1893)

## Schriften
- Vortrag über einige Baudenkmäler der Westschweiz. In: Monatsschrift des Württembg. Vereins für Baukunde in Stuttgart. W. Kohlhammersche Buchdruckerei. Stuttgart 1886/1887, S. 21–24 (uni-stuttgart.de).
- Das neue Nationalmuseum in Bern. In: Monatsschrift des Württembg. Vereins für Baukunde in Stuttgart. W. Kohlhammersche Buchdruckerei. Stuttgart 1881/1882, S. 12. (uni-stuttgart.de).